# Conseil économique, social et environnemental (Sénégal)
Pour les articles homonymes, voir Conseil économique et social.
Le Conseil économique, social et environnemental (CESE) du Sénégal constitue, auprès des pouvoirs publics,  une assemblée consultative disposant d’une expertise dans les domaines économiques, sociaux, culturels et environnementales.
Il est consulté par le président de la République, le gouvernement et l’Assemblée nationale. Il peut aussi, de sa propre initiative, émettre un avis sur l’ensemble des questions d’ordre économique, social et culturel intéressant les différents secteurs d’activités de la Nation. Le Conseil économique, social et environnemental favorise par son activité, une collaboration harmonieuse entre les différentes communautés.
Entre 2003 et 2008, il porte le nom de Conseil de la République pour les affaires économiques et sociales.

## Histoire
Il a été institué par la loi du 23 juin 1961.
Une loi organique de 2008 précise son organisation et son fonctionnement.

## Président du Conseil économique et social
- 1964-1968 : Léon Boissier Palun
- 1968 : Doudou Thiam
- 1968-1972 : Magatte Lo
- 1972-1984 : Amadou Karim Gaye
- 1984-1993 : Mamba Guirassy
- 1993-2001 : Famara Ibrahima Sagna
- 2003-2008 : Mbaye Jacques Diop
- 2008-2013 : Ousmane Masseck Ndiaye
- 2013-2019 : Aminata Tall
- 2019-2020 : Aminata Touré
- 2020-2023 : Idrissa Seck
- Depuis 2023 : Abdoulaye Daouda Diallo

## Missions et attributions
Article. Premier. - Le Conseil économique et social constitue auprès des pouvoirs publics, une assemblée consultative. Il est un médiateur dans les conflits sociaux.
Il assure la représentation des principales activités économiques et sociales, favorise la coopération des différentes catégories professionnelles entre elles et assure leur participation à la politique économique et sociale de la Nation.
Art. 2. - Le Conseil économique et social est compétent pour examiner les projets et propositions de loi ainsi que les projets de décret à caractère économique et social à l’exclusion des lois de finances.
Il est obligatoirement saisi, pour avis les projets de lois de programme et de Plan à caractère économique et social.
Art. 3. - Le Conseil économique et social peut être saisi et consulté sur tout problème intéressant la vie économique, sociale et culturelle de la Nation.
Art. 4. - Le Conseil économique et social est saisi par le Président de la République, par le Parlement ou le Gouvernement, de demandes d’avis ou d’études.
Il peut se saisir de l’examen de questions économiques, sociales et financières, entreprendre à cet effet les études et enquêtes nécessaires et émettre en conclusion, les avis et suggestions de réforme qui lui paraissent de nature à favoriser le développement économique et social de la Nation.
Il peut notamment faire connaître au Président de la République son avis sur l’exécution des programmes d’action à caractère économique et social.
Art. 5. - Seul le Conseil économique et social, en assemblée est compétent pour donner son avis.
Des commissions peuvent être créées en son sein.
Art. 6. - Chaque année, le Gouvernement fait connaître au Conseil économique et social, en assemblée, les suites données à ses études et avis.

## Organisation
Art. 7. - Le conseil économique et social est composé, outre le Président désigne conformément à l’article 9 ci-après, de quatre-vingt membres nommés par décret.
Ils comprennent :
1. des représentants :
- des salariés du secteur public et du secteur privé (ouvriers, employés, fonctionnaires, techniciens et cadres) ;
- des professions commerciales, bancaires, artisanales et des transports ;
- des professions industrielles et minières ;
- des organismes d’économie rurale ;
- des élus locaux ;
- des organismes associatifs ;
- des professions artistiques et culturelles ;
- des professions libérales ;
- des sénégalais de l’extérieur :
- de la mutualité, de la coopération et de la micro finance ;

2. des personnalités choisies en raison de leur compétence en matière économique, social, scientifique ou culturelle.
Art. 8. - Les membres du Conseil économique et social doivent :
1) être de nationalité sénégalaise
2) appartenir depuis au moins deux ans à la catégorie socioprofessionnelle qu’ils représentent.
Ne peuvent faire partie du Conseil économique et social :
- les faillis et les personnes en état de liquidation judiciaire, jusqu’à leur réhabilitation ;
- les personnes condamnées pour corruption électorale ;
- les incapables majeurs ;
- les individus frappés d’une condamnation de nature à entraîner la privation du droit de vote dans les élections politiques.

La qualité de membre du Conseil économique et social est incompatible avec les fonctions de député, de sénateur, de Président du Conseil régional et de membre du Gouvernement.
Art. 9. - Le Conseil économique et social est présidé par une personnalité nommée par décret.
Le Président représente le Conseil économique et social dans toutes les manifestations de la vie publique.
Il est mis fin à ses fonctions par décret.
Art. 10. - Le Président est assisté d’un Bureau élu par le Conseil économique et social et comprenant quatre vice-présidents et deux secrétaires.
Les membres du Bureau sont élus pour un an.
Ils sont rééligibles.
Art. 11. - Un secrétaire général, nommé par décret sur proposition du Président du Conseil économique et social, assiste aux séances et en tient procès-verbal.
Il assure, sous le contrôle du Bureau et l’autorité du Président, l’administration du Conseil économique et social.
Art. 12. - Le mandat des membres du Conseil économique et social est de 5 ans.
Si, au cours de son mandat, un membre du Conseil économique et social vient à perdre la qualité au titre de laquelle il a été désigné, il est déclaré démissionnaire d’office et remplacé pour la durée du mandat restant à courir.
Il est interdit, sous peine de révocation, à tout membre du Conseil économique et social, d’exciper ou d’user de cette qualité dans les entreprises financières, industrielles ou commerciales, ou dans l’exercice de professions libérales ou autre et, d’une façon générale, d’user de ce titre pour d’autres motifs que pour l’exercice de son mandat.
Sans qu’il s’agisse d’une immunité ou d’une autorisation préalable, et à l’exception des cas de flagrant délit, information est faite au Bureau du Conseil économique et par le Ministre chargé de la justice avant que des poursuites pénales soient engagées contre un membre du Conseil économique et social.
Art. 13. - Des membres associés avec voix consultative, ayant la nationalité sénégalaise ou non, peuvent être nommés au Conseil économique et social. Un décret précise les conditions de leur désignation et les indemnités qui peuvent leur être allouées.
Art. 14. - Les membres du Conseil économique et social bénéficient d’indemnités de sessions fixées par décret.
Ils peuvent prétendre au remboursement de frais exposés à l’occasion de leur mission.
Le Président bénéficie, en raison des sujétions particulières de ses fonctions, d’avantages et d’indemnités dont le montant est fixé par décret.
Art. 15.- Il est créé au sein du Conseil économique et social des commissions pour l’étude des questions intéressant les différentes activités économiques et sociales.
La liste, les compétences et la composition de ces commissions sont fixées par le Règlement intérieur.

## Fonctionnement
Art. 16. - Le conseil économique et social tient deux sessions ordinaires par an.
Il peut être convoqué en session extraordinaire par décret. La durée de chaque session ne peut excéder deux mois pour les sessions ordinaires et quinze jours pour les sessions extraordinaires.
Tout membre du Conseil économique et social convoqué, qui s’est abstenu pendant deux sessions ordinaires consécutives d’assister à la totalité des séances du Conseil économique et social ou de ses commissions, sans excuse légitime admise par le Bureau, fera l’objet d’une proposition de révocation au Président de la République qui pourvoira à son remplacement.
Art. 17. - Les dates d’ouverture des sessions sont fixées par décret, après avis du Bureau du Conseil économique et social.
La clôture des sessions est prononcée par décret.
En vue d’assurer la permanence de l’information et la préparation du travail des sessions ordinaires et extraordinaires, sur proposition de son Président, le Conseil économique et social peut désigner en son sein, à la fin de chaque session et pour l’intersession, à venir un Comité de liaison.
Ce Comité qui se réunit sur l’initiative du Conseil économique et social constitue un simple organe de travail ne disposant d’aucun pouvoir propre. Il peut toutefois correspondre avec le Gouvernement et entendre les commissaires du Gouvernement.
Art. 18. - Sur proposition de son Bureau, le Conseil économique et social arrête son règlement intérieur qui doit être approuve par décret.
Art. 19. - Les séances du Conseil économique et social sont publiques sauf décision contraire de son Bureau.
Le secrétaire général du Conseil économique et social tient en archives, les minutes de ses procès-verbaux ainsi que des comptes rendus « in extenso » des débats. Elles ne peuvent être communiquées et sans déplacement qu’aux seuls membres du Conseil économique et social.
Dans le cas où le Conseil économique et social est saisi d’une demande d’avis du Président de la République, du Parlement ou du Gouvernement il rend son avis dans un délai d’un mois.
Lorsque le Conseil économique et social est saisi d’une demande d’étude, celle-ci précise le délai dans lequel l’étude devra être remise.
Les procès-verbaux de séance, accompagnés des avis et recommandations, sont transmis sans délai à l’organe qui a saisi le Conseil économique et social et, en tout état de cause, au Président de la République et au Premier Ministre.
Art. 20. - Les membres du Gouvernement et les commissaires désignés par eux ont accès au Conseil économique et social et à ses commissions. Ils sont entendus lorsqu’ils le demandent.
Art. 21. - Le droit de vote est personnel tant au sein de l’assemblée qu’au sein des commissions.
Il ne peut être délégué.
Art. 22. - Lors de l’étude d’un projet ou d’une proposition de loi de la compétence du Conseil économique et social, le Parlement entendra, en séance de commission, le rapporteur désigné par le Conseil économique et social.
Si l’avis n’a pas été unanime, le rapporteur devra exposer celui de la majorité ainsi que l’opinion de la minorité.
Lecture de l’avis du Conseil économique et social est donnée au Parlement avant l’ouverture de la discussion générale.
Art. 23. - Le Conseil économique et social jouit d’une autonomie financière et dispose d’un Comptable public.
Les crédits nécessaires au fonctionnement du Conseil économique et social sont inscrits au budget de l’État.
Le Président du Conseil économique et social en est l’ordonnateur.
Les comptes du Conseil économique et social sont soumis au contrôle de la Cour des Comptes.
Art. 24. - Le Conseil économique et social adresse chaque année un rapport au Président de la République.
Art. 25. - Les conditions d’application de la présente loi organique seront déterminées par décret.
Art. 26. - Sont abrogées toutes dispositions contraires à la présente loi organique.
La présente loi organique sera exécutée comme loi de l’État.